# Vetenskapliga föreningar vid Uppsala universitet
Vetenskapliga föreningar verksamma vid Uppsala universitet
Bland de många till olika ämnesområden eller institutioner knutna föreningar har de flesta ordnandet av sammankomster med föredrag inom ämnet som sin huvudsakliga verksamhet. Utöver detta, är det vissa som publicerar vetenskapliga tidskrifter eller skriftserier inom sina ämnen. Andra har, vid sidan av föredragsverksamheten, snarare karaktären av informella sällskapsföreningar på sina institutioner. Många av föreningarna har funnits under lång tid och graden av aktivitet kan ha växlat mellan olika perioder. 
Vid sidan av dessa föreningar, som riktar sig till alla inom ämnesområdet verksamma och ofta även till intresserade utomstående, finns vid universitetet föreningar som är att se som intresseföreningar för någon viss grupp, till exempel studenter, doktorander eller förutvarande studenter (alumni). Dessa är inte medtagna i denna lista.
En annan kategori är  akademier och lärda samfund i Sverige med olika inriktning. De har inte öppet medlemskap, ett bestämt antal ledamöter och rekrytering till dem sker efter förslag av tidigare ledamöter och genom en särskild invalsprocedur efter vetenskaplig meritering.

## Vetenskapliga eller ämnesanknutna sällskap
- Astronomiska Föreningen, grundad 1924.
- Adolf Noreen-sällskapet för svensk språk- och stilforskning. Bildad 1985, ger ut tidskriften Språk och Stil.
- Sällskapet för Asienstudier, bildat 1982. Ger ut skriftserie.
- Datorföreningen Update, grundad 1983.
- Filosofiska föreningen.
- Geografiska Föreningen i Uppsala, grundad 1895.[1]
- Historiska Föreningen i Uppsala, grundad 1862.
- Isländska sällskapet, grundad 1949, ger ut årsboken Scripta Islandica.
- Matematiska föreningen i Uppsala, grundad 1871 som Fysisk-matematiska föreningen ur Naturvetenskapliga studentsällskapet i Upsalas fysico-matematiska sektion. Efter att Fysiska sällskapet bröt sig ur 1887 ändrades namnet till det nuvarande.
- Salongen - Uppsala universitets konstvetenskapliga förening.
- Svenska kyrkohistoriska föreningen, grundad 1900. Ger ut Kyrkohistorisk årsskrift
- Teologiska föreningen
- Uppsala medicinhistoriska förening.
- Ortnamnssällskapet i Uppsala.Ger ut årsbok
- Föreningen för Semitiska språk.
- Statsvetenskapliga föreningen i Uppsala, grundad 1919. Ger ut skriftserie.
- Universitets- och studenthistoriska sällskapet. Vänförening för Museum Gustavianum.

## Kungliga akademier med säte i Uppsala
Vid sidan av de föreningar som är öppna för alla intresserade, finns i Uppsala fyra kungliga akademier, som har ett begränsat medlemstal av kvalificerade ledamöter och kunglig stadfästelse. Medlemmarna väljs in bland framstående forskare:
- Kungliga Vetenskaps-Societeten i Uppsala, (Societas Regia Scientiarum Upsaliensis) grundad 1710.
- Kungliga Humanistiska Vetenskapssamfundet i Uppsala, (Societas Litterarum Humaniorum Regia Upsaliensis) grundat 1889
- Kungliga Vetenskapssamhället i Uppsala (Academia Regia Scientiarum Upsaliensis), grundat 1954
- Kungliga Gustav Adolfs Akademien för svensk folkkultur, (Academia Regia Gustavi Adolphi) grundad 1932

## Andra akademiliknande samfund i Uppsala
Samfund utan kunglig stadfästelse som i likhet med de kungliga akademierna har begränsat antal medlemmar valda bland framstående forskare:
- Nathan Söderblom-sällskapet (Societas Soederblomiana Upsaliensis), grundat 1941. . [död länk] Utger årsboken Religion och bibel.
- Utrikespolitiska föreningen i Uppsala